# Patricia Delgado
Patricia Delgado (Miami, 1981/1982) è una ballerina e coreografa statunitense, prima ballerina del Miami City Ballet dal 2007 al 2017.

## Biografia
Nata e cresciuta a Miami, iniziò a studiare danza classica all'età di cinque anni e a undici fu ammessa alla Miami City Ballet School. Nel 1998 Edward Villella offrì alla quindicenne Delgado di unirsi alla tournée della compagnia nello Stato di New York. Subito dopo il diploma fu scritturata nel corps de ballet del Miami City Ballet, di cui divenne solista nel 2005 e ballerina principale nel 2007. Il suo repertorio con la compagnia annoverava sia ruoli classici che coreografie di George Balanchine, Jerome Robbins, Twyla Tharp e Paul Taylor. Danzò nelle prime mondiali di diverse creazioni del marito Justin Peck, da cui ha avuto una figlia nel marzo 2021.
Dopo l'addio alla compagnia nel 2017, ha lavorato come répétiteur dell'opera del marito con diverse compagnia statunitensi, tra cui il Boston Ballet, e ha continuato a danzare, collaborando con Peck e la coreografa Pam Tanowitz. Dal 2019 ha insegnato danza alla Juilliard School, mentre nel 2020 ha lavorato come coreografa associata di Anne Teresa De Keersmaeker per un nuovo allestimento di West Side Story diretto a Broadway da Ivo van Hove. Nel 2021 ha lavorato come coreografa associata del marito per il remake cinematografico di West Side Story diretto da Steven Spielberg. Nel 2025 ha curato le coreografie del musical Buena Vista Social Club a Broadway insieme al marito e entrambi i coniugi hanno vinto il Tony Award alla miglior coreografia.